# Drimia porphyrantha
Drimia porphyrantha là một loài thực vật có hoa trong họ Măng tây. Loài này được (Bullock) Stedje mô tả khoa học đầu tiên năm 1978.